# Верещагин, Ираклий Петрович
Ираклий Петрович Верещагин (1846—1888/1889) — русский педагог-математик.

## Биография
По окончании физико-математического факультета Санкт-Петербургского университета в 1868 году он был оставлен при университете для приготовления к профессорской деятельности, но, почувствовав слабость здоровья, возвратил полученную им магистрантскую стипендию и посвятил себя деятельности преподавателя средних учебных заведений по математике. Приобрёл известность отличного педагога. Неоднократно переиздавались составленные им сборники: «Собрание вопросов и задач прямолинейной тригонометрии…» (СПб., 1883; 10-е изд. — 1916), «Сборник алгебраических задач…» (СПб., 1886; 9-е изд. — 1914) и «Сборник арифметических задач…» (СПб., 1884; 18-е изд. — 1906). Своей целью он ставил не только научить детей решать задачи по элементарной математике, алгебре и геометрии с тригонометрией, но и развивать способности учеников, расширяя их кругозор, поэтому для решения его задач требовались знания физики, географии, истории, коммерческого дела и др.
В 1869—1871 годах преподавал в Кронштадтской гимназии, затем в Коммерческом училище; в 1874—1887 годах — в 6-й петербургской гимназии. Также преподавал в Смольном институте и училище правоведения.
Умер 31 декабря 1888 (12 января 1889) года. Похоронен на Митрофановском кладбище. Семьи у него не было, поэтому отчисления от переизданий его трудов были поделены между племянниками — Петром и Василием Александровичами (Пётр Александрович Верещагин (1861—1907) был первым директором Тульского коммерческого училища).